# Quatrième circonscription de la Haute-Vienne
La quatrième circonscription de la Haute-Vienne est l'une des 4 circonscriptions législatives françaises que comptait le département de la Haute-Vienne (87) situé en région Limousin, jusqu'en 2012. Elle n'existe plus.

## Description géographique et démographique
La quatrième circonscription de la Haute-Vienne est délimitée par le découpage électoral de la loi n°86-1197 du 24 novembre 1986
, elle regroupe les divisions administratives suivantes : 
- Canton d'Ambazac
- Canton de Châteauneuf-la-Forêt
- Canton d'Eymoutiers
- Canton de Limoges-La Bastide
- Canton de Limoges-Grand-Treuil
- Canton de Limoges-Le Palais
- Canton de Limoges-Panazol
- Canton de Limoges-Vigenal
- Canton de Saint-Léonard-de-Noblat.

D'après le recensement général de la population en 1999, réalisé par l'Institut national de la statistique et des études économiques (INSEE), la population totale de cette circonscription est estimée à 98647 habitants,.

### Depuis 2012
Depuis l'ordonnance n° 2009-935 du 29 juillet 2009, ratifiée par le Parlement français le 21 janvier 2010, la circonscription n'existe plus, fondue dans la nouvelle première circonscription de la Haute-Vienne.

## Historique des députations
| Législature | Début de mandat | Fin de mandat  | Député       | Parti politique | Observations                                                                          |
| ----------- | --------------- | -------------- | ------------ | --------------- | ------------------------------------------------------------------------------------- |
| IXe         | 23 juin 1988    | 1er avril 1993 | Alain Rodet  | PS              |                                                                                       |
| Xe          | 2 avril 1993    | 21 avril 1997  | Alain Rodet, | PS,             | Mandat écourté à la suite d'une dissolution parlementaire décidée par Jacques Chirac. |
| XIe         | 12 juin 1997    | 18 juin 2002   | Alain Rodet, | PS,             |                                                                                       |
| XIIe        | 19 juin 2002    | 19 juin 2007   | Alain Rodet, | PS,             |                                                                                       |
| XIIIe       | 20 juin 2007    | 19 juin 2012   | Alain Rodet  | PS              |                                                                                       |

## Historique des élections

### Élections de 1988
| Candidat       | Candidat                  | Parti          | Premier tour | Premier tour | Second tour | Second tour |  |
| Candidat       | Candidat                  | Parti          | Voix         | %            | Voix        | %           |  |
| -------------- | ------------------------- | -------------- | ------------ | ------------ | ----------- | ----------- |  |
|                | Alain Rodet sortant réélu | PS             | 22 481       | 48,8         | 32 378      | 68,9        |  |
|                | André Barry               | RPR (URC)      | 11 197       | 24,31        | 14 618      | 31,1        |  |
|                | Bernard Espigat           | PCF            | 7 458        | 16,19        |             |             |  |
|                | Jean-Louis Omer           | FN             | 2 660        | 5,77         |             |             |  |
|                | Michel Patinaud           | Extrême gauche | 2 272        | 4,93         |             |             |  |
|                |                           |                |              |              |             |             |  |
| Inscrits       | Inscrits                  | Inscrits       | 68 414       | 100,00       | 68 413      | 100,00      |  |
| Abstentions    | Abstentions               | Abstentions    | 20 895       | 30,54        | 19 053      | 27,85       |  |
| Votants        | Votants                   | Votants        | 47 519       | 69,46        | 49 360      | 72,15       |  |
| Blancs et nuls | Blancs et nuls            | Blancs et nuls | 1 451        | 3,05         | 2 364       | 4,79        |  |
| Exprimés       | Exprimés                  | Exprimés       | 46 068       | 96,95        | 46 996      | 95,21       |  |

La suppléante d'Alain Rodet était Marie-Françoise Pérol-Dumont, professeure, conseillère générale du canton de Limoges-Beaupuy, ancienne conseillère municipale de Nedde.

### Élections de 1993
| Candidat       | Candidat                  | Parti          | Premier tour | Premier tour | Second tour | Second tour |  |
| Candidat       | Candidat                  | Parti          | Voix         | %            | Voix        | %           |  |
| -------------- | ------------------------- | -------------- | ------------ | ------------ | ----------- | ----------- |  |
|                | Camille Geutier           | RPR (UPF)      | 15 604       | 32,79        | 22 420      | 47,04       |  |
|                | Alain Rodet sortant réélu | PS (ADFP)      | 13 654       | 28,7         | 25 240      | 52,96       |  |
|                | Jean-Pierre Normand       | PCF            | 4 482        | 9,42         |             |             |  |
|                | Josette Rejou             | Les Verts (EÉ) | 4 297        | 9,03         |             |             |  |
|                | Jacques Jouve             | SÉGA           | 4 138        | 8,7          |             |             |  |
|                | Isabelle Genot            | FN             | 3 448        | 7,25         |             |             |  |
|                | Claudine Roussie          | LO             | 1 219        | 2,56         |             |             |  |
|                | Martine Busato            | LT-LNÉ         | 739          | 1,55         |             |             |  |
|                |                           |                |              |              |             |             |  |
| Inscrits       | Inscrits                  | Inscrits       | 69 710       | 100,00       | 69 709      | 100,00      |  |
| Abstentions    | Abstentions               | Abstentions    | 17 929       | 25,72        | 16 698      | 23,95       |  |
| Votants        | Votants                   | Votants        | 51 781       | 74,28        | 53 011      | 76,05       |  |
| Blancs et nuls | Blancs et nuls            | Blancs et nuls | 4 200        | 8,11         | 5 351       | 10,09       |  |
| Exprimés       | Exprimés                  | Exprimés       | 47 581       | 91,89        | 47 660      | 89,91       |  |

La suppléante d'Alain Rodet était Marie-Françoise Pérol-Dumont.

### Élections de 1997
| Candidat       | Candidat                  | Parti          | Premier tour | Premier tour | Second tour | Second tour |  |
| Candidat       | Candidat                  | Parti          | Voix         | %            | Voix        | %           |  |
| -------------- | ------------------------- | -------------- | ------------ | ------------ | ----------- | ----------- |  |
|                | Alain Rodet sortant réélu | PS             | 19 950       | 42,09        | 32 624      | 67,69       |  |
|                | Camille Geutier           | RPR            | 10 249       | 21,63        | 15 572      | 32,31       |  |
|                | Jean-Pierre Normand       | PCF            | 6 444        | 13,6         |             |             |  |
|                | Bernard Daugan            | FN             | 4 141        | 8,74         |             |             |  |
|                | Claudine Roussie          | LO             | 1 867        | 3,94         |             |             |  |
|                | Philippe Maréchal         | Les Verts      | 1 751        | 3,69         |             |             |  |
|                | Christian Lièvre          | LDI (MPF)      | 907          | 1,91         |             |             |  |
|                | Bruno Causse              | MÉI            | 829          | 1,75         |             |             |  |
|                | Frédéric Vaillendet       | LCR            | 727          | 1,53         |             |             |  |
|                | Emmanuel Delhoume         | Divers droite  | 300          | 0,63         |             |             |  |
|                | Pierre Duteis             | IR             | 228          | 0,48         |             |             |  |
|                |                           |                |              |              |             |             |  |
| Inscrits       | Inscrits                  | Inscrits       | 69 055       | 100,00       | 69 054      | 100,00      |  |
| Abstentions    | Abstentions               | Abstentions    | 18 201       | 26,36        | 16 891      | 24,46       |  |
| Votants        | Votants                   | Votants        | 50 854       | 73,64        | 52 163      | 75,54       |  |
| Blancs et nuls | Blancs et nuls            | Blancs et nuls | 3 461        | 6,81         | 3 967       | 7,61        |  |
| Exprimés       | Exprimés                  | Exprimés       | 47 393       | 93,19        | 48 196      | 92,39       |  |

Le suppléant d'Alain Rodet était Gérard Audouze, receveur des postes, adjoint au maire de Nedde.

### Élections de 2002
| Candidat       | Candidat                  | Parti            | Premier tour | Premier tour | Second tour | Second tour |  |
| Candidat       | Candidat                  | Parti            | Voix         | %            | Voix        | %           |  |
| -------------- | ------------------------- | ---------------- | ------------ | ------------ | ----------- | ----------- |  |
|                | Alain Rodet sortant réélu | PS               | 23 541       | 48,68        | 28 157      | 64,55       |  |
|                | Olivier Le Tarrasti       | UMP              | 11 802       | 24,41        | 15 465      | 35,45       |  |
|                | Jeanine Dupuy             | FN               | 3 113        | 6,44         |             |             |  |
|                | Françoise Decan           | PCF              | 2 833        | 5,86         |             |             |  |
|                | Laetitia du Teilhet       | UDF              | 1 799        | 3,72         |             |             |  |
|                | Stéphane Lajaumont        | LCR              | 1 315        | 2,72         |             |             |  |
|                | Natacha Jacquin           | Les Verts        | 1 024        | 2,12         |             |             |  |
|                | Bernadette Frugier        | CPNT             | 914          | 1,89         |             |             |  |
|                | Claudine Roussie          | LO               | 804          | 1,66         |             |             |  |
|                | Bernard Daugan            | MNR              | 478          | 0,99         |             |             |  |
|                | Yvette Faure              | MÉI              | 371          | 0,77         |             |             |  |
|                | Odile Dupic               | Pôle républicain | 360          | 0,74         |             |             |  |
|                |                           |                  |              |              |             |             |  |
| Inscrits       | Inscrits                  | Inscrits         | 70 022       | 100,00       | 70 019      | 100,00      |  |
| Abstentions    | Abstentions               | Abstentions      | 20 195       | 28,84        | 24 213      | 34,58       |  |
| Votants        | Votants                   | Votants          | 49 827       | 71,16        | 45 806      | 65,42       |  |
| Blancs et nuls | Blancs et nuls            | Blancs et nuls   | 1 473        | 2,96         | 2 184       | 4,77        |  |
| Exprimés       | Exprimés                  | Exprimés         | 48 354       | 97,04        | 43 622      | 95,23       |  |

Le suppléant d'Alain Rodet était Gérard Audouze.

### Élections de 2007
| Candidat       | Candidat                  | Parti          | Premier tour | Premier tour | Second tour | Second tour |  |
| Candidat       | Candidat                  | Parti          | Voix         | %            | Voix        | %           |  |
| -------------- | ------------------------- | -------------- | ------------ | ------------ | ----------- | ----------- |  |
|                | Alain Rodet sortant réélu | PS             | 22 823       | 48,52        | 29 341      | 65,9        |  |
|                | Sarah Gentil              | UMP            | 13 073       | 27,79        | 15 183      | 34,1        |  |
|                | Françoise Decan           | PCF            | 2 573        | 5,47         |             |             |  |
|                | Éric Bénard               | UDF–MoDem      | 2 463        | 5,24         |             |             |  |
|                | Stéphane Lajaumont        | LCR            | 1 991        | 4,23         |             |             |  |
|                | Yves Guieau               | FN             | 1 455        | 3,09         |             |             |  |
|                | Monique Martin            | MÉI            | 967          | 2,06         |             |             |  |
|                | Jacques Alas              | MPF            | 571          | 1,21         |             |             |  |
|                | François Civeyrel         | Régionaliste   | 473          | 1,01         |             |             |  |
|                | Claudine Roussie          | LO             | 457          | 0,97         |             |             |  |
|                | Marie-Aimée Penet         | NC             | 197          | 0,42         |             |             |  |
|                |                           |                |              |              |             |             |  |
| Inscrits       | Inscrits                  | Inscrits       | 72 016       | 100,00       | 72 013      | 100,00      |  |
| Abstentions    | Abstentions               | Abstentions    | 23 847       | 33,11        | 25 593      | 35,54       |  |
| Votants        | Votants                   | Votants        | 48 169       | 66,89        | 46 420      | 64,46       |  |
| Blancs et nuls | Blancs et nuls            | Blancs et nuls | 1 126        | 2,34         | 1 896       | 4,08        |  |
| Exprimés       | Exprimés                  | Exprimés       | 47 043       | 97,66        | 44 524      | 95,92       |  |

#### Département de la Haute-Vienne
- La fiche de l'INSEE de cette circonscription : « Tableaux et Analyses de la quatrième circonscription de la Haute-Vienne », sur insee.fr, site de l'Institut national de la statistique et des études économiques (consulté le 10 juin 2007) [PDF]

- « Tous les députés du département de la Haute-Vienne depuis 1789 » [archive du 28 septembre 2007], sur assemblee-nationale.fr, site de l'Assemblée nationale française (consulté le 10 juin 2007)

- « Informations contentieuses sur le département de la Haute-Vienne (Élections législatives de 2002) »(Archive.org • Wikiwix • Archive.is • Google • Que faire ?), sur conseil-constitutionnel.fr, site du Conseil constitutionnel (consulté le 13 juin 2007)

#### Circonscriptions en France
- « Carte des circonscriptions législatives en France », sur assemblee-nationale.fr, site de l'Assemblée nationale française (consulté le 10 juin 2007)

- « Résultats électoraux officiels en France »(Archive.org • Wikiwix • Archive.is • Google • Que faire ?), sur interieur.gouv.fr, site du ministère de l'Intérieur (France) (consulté le 13 juin 2007)

- Description et Atlas des circonscriptions électorales de France sur http://www.atlaspol.com, Atlaspol, site de cartographie géopolitique, consulté le 13 juin 2007.